# Emanuele Vinassa de Regny
Emanuele Vinassa de Regny (Pavia, 3 novembre 1936 – Milano, 31 agosto 2012) è stato un divulgatore scientifico, giornalista, curatore editoriale e traduttore italiano.
Pioniere nella comunicazione della scienza, fu giornalista scientifico, direttore editoriale e traduttore per decenni

## Biografia
Ancora studente di fisica, nel 1960 entrò nella redazione della Enciclopedia della scienza e della tecnica, un'iniziativa editoriale della Mondadori ispirata
dalla McGraw-Hill Encyclopedia of Science & Technology. I 13 volumi dell'opera furono pubblicati nel 1963. 
Sulla
base di questa esperienza, proseguita con gli Annuari della EST, nel 1968 fu
chiamato alla casa editrice Il Saggiatore di Alberto Mondadori a dirigere la redazione della nuova rivista Le Scienze, fondata e diretta da Felice Ippolito.
Dopo la chiusura del Saggiatore, negli anni settanta passò alla casa editrice Garzanti,  dove si occupò delle pubblicazioni di carattere scientifico e diresse la fondamentale "Garzantina" dedicata alla scienza e alla tecnica. È stato anche autore
di numerosi articoli e saggi sulla storia della scienza su riviste come Sapere e L'Indice. 
A lui dobbiamo la riscoperta di testi preziosi come quelli di Albert Einstein e di altri scienziati. Curò le pubblicazioni di Rita Levi-Montalcini sempre per Garzanti, e di altri scienziati, meno noti ma non meno interessanti e importanti, come Leo Szilard per L’Ancora del Mediterraneo nel 2004, poi per la CUEN di Napoli e, per Lampi di Stampa,  scrisse un profilo di Galileo; fece conoscere al pubblico italiano il fisico austriaco Erwing Schrodinger pubblicando: Cosa è la vita per l’editore Garzanti.
Era un revisore attento e un ottimo traduttore dall'inglese; coltivava ampi interessi culturali, che gli ispirarono la
cura di pubblicazioni singolari come, tra le altre,  "Anatomia comparata degli angeli " e " Il libretto della vita dopo la morte", di Gustav Theodor Fechner. 
È stato tra gli animatori a Napoli della “Città della Scienza”,  la Villette italiana di Bagnoli. Questa fu un’esperienza di successo anche sul piano dei risultati (più di 350.000 visitatori all’anno). Anche se poi la Città della Scienza venne screditata da interventi esterni sino all’incendio che la devastò.
Dopo alcuni anni alla direzione editoriale della Sperling & Kupfer, si trasferì  a San Paolo del Brasile per perfezionare il portoghese, dove rimase per diversi anni. Là realizzo' parecchio materiale didattico e scientifico in portoghese. 

### Morte
Morì a Milano il 31 agosto 2012.